# Alfred Neumann (lekarz)
Alfred Neumann (ur. 9 kwietnia 1865 w Steinau an der Straße, zm. 20 marca 1920 w Berlinie) – niemiecki lekarz, profesor doktor medycyny pochodzenia żydowskiego.

## Życiorys
Urodził się 9 kwietnia 1865 roku w Steinau an der Straße jako syn Emanuela i jego żony Rosalie (z domu Altmann). Jego żoną była Elise (1874–1927), córka Emanuela Fränkla. Mieli pięcioro dzieci: Marie (1898–1969), Rudolf (1899–1962), Friedrich (1902–1975), Kurt (ur. 1905) i Heinz (1911–1927). Zmarł 20 marca 1920 roku w Berlinie w wieku 54 lat. Dzień później, 21 marca został pochowany na cmentarzu żydowskim w Prudniku.